# Murray River (ort)
Murray River är en ort i Kanada.   Den ligger i provinsen Prince Edward Island, i den östra delen av landet, 1 000 km öster om huvudstaden Ottawa. Murray River ligger 14 meter över havet och antalet invånare är 334.
Terrängen runt Murray River är platt. Trakten är glest befolkad. Närmaste större samhälle är Montague, 16,8 km norr om Murray River. 
Omgivningarna runt Murray River är en mosaik av jordbruksmark och naturlig växtlighet.